# Мироновка (Сумская область)
Мироновка (укр. Миронівка) — село,
Мироновский сельский совет,
Шосткинский район,
Сумская область,
Украина.
Код КОАТУУ — 5925384901. Население по переписи 2001 года составляло 1117 человек.
Является административным центром Мироновского сельского совета, в который, кроме того, входят сёла
Крупец и
Шкирмановка.

## Географическое положение
Село Мироновка находится на расстоянии в 1 км от города Шостка,
примыкает к сёлам Крупец и Шкирмановка.
В селе есть небольшое озеро.
Рядом проходит автомобильная дорога Т-1912.

## История
- Село Мироновка известно с конца XVIII века.

## Объекты социальной сферы
- Школа
- Дом культуры